# Donald Junior
Donald Junior (Paperino Paperotto) est le surnom et le titre d'une série de bande dessinée italienne mettant en scène le personnage de Donald Duck durant son enfance.
Créée par Bruno Enna, Diego Fasano et Paola Mulazzi, elle apparaît pour la première fois sous la forme d'un strip fin 1998. La série prend son essor dès l'année suivante avec la parution de l'histoire La course à la banane (Paperino Paperotto e il giorno più duro), écrite par Diego Fasano, dessinée par Alessandro Barbucci et publiée dans le magazine Topolino N.2250 du 12 janvier 1999,.
Surnommée PP8 pour l'âge approximatif de Donald, cette série est traduite en finnois sous le nom Pikku-Aku (petit Donald).

## Personnages
En plus de Donald, la série développe plusieurs nouveaux personnages mais en reprend quelques anciens
- Grand-Mère Donald
- Betty Lou, un jeune cane hystérique
- Tom, un jeune canard costaux, ami de Donald
  - Grugno, le chien de Tom
  - Mamma, la mère de Tom
- Louis, un ami de Donald
- Millicent (ou Penny) une jeune cane un peu rondelette et douée pour les affaires
  - Madre di Millicent (maman de Millicent)
- Frump, le directeur de l'école
- Miss Witchcraft, l'enseignante de Donald
- Morgan Shoes, rival du maire de Donaldville
- Sceriffo Marble, chef de la police de Donaldville, amoureux de Miss Witchcraft
- Sindaco di Quack, maire bien en chair de Donaldville
- Wally Boump, conseiller véreux de Donaldville